# قاعدة دعم جيش التحرير الشعبي الصيني في جيبوتي
قاعدة دعم جيش التحرير الشعبي الصيني في جيبوتي، هي قاعدة عسكرية تابعة للبحرية الصينية، تقع في جيبوتي بمنطقة القرن الأفريقي. وهي أول قواعد البحرية الصينية وراء البحار وبُنيت بتكلفة 590 مليون دولار. ومن المتوقع أن تزيد المنشأة بشكل كبير من إمكانات الصين لاستعراض قوتها في منطقة القرن الإفريقي والمحيط الهندي. اعتباراً من 2017، كان قائد هو القاعدة ليانج يانج.
تحتل جيبوتي موقعاً استراتيجياً على مضيق باب المندب، الذي يفصل خليج عدن عن البحر الأحمر ويعتبر البوابة المؤدية إلى قناة السويس. تقع القاعدة الصينية متاخمة لميناء دوراليه الذي تشغله الصين إلى الغرب من مدينة جيبوتي. جنوب المدينة هناك عدة قواعد عسكرية أجنبية أخرى، منها معسكر ليمونيه التابع للبحرية الأمريكية، قاعدة إيريان 188 التابعة للقوات الجوية الفرنسية، وقاعدة قوات الدفاع الذاتي اليابانية في جيبوتي.

## التاريخ
بدأت الصين التفاوض من أجل إنشاء قاعدة إستراتيجية لها في جيبوتي مع الرئيس إسماعيل عمر جيلي عام 2015. انتهت المفاوضات في يناير 2016، بعد أن توصلت الصين وجيبوتي إلى «توافق» بشأن بناء المنشآت البحرية.
في 11 يوليو 2017، أرسلة البحرية الصينية سفن من أسطول بحر الجنوب في زانجيانغ لافتتاح المنشأة رسمياً. وأفتتحت القاعدة رسمياً في 1 أغسطس. عقد أول تدريبات حية لإطلاق النار في 22 سبتمبر 2017.
في مايو 2018 تقريباً، بدأت الصين إنشاء رصيف ضخم (بعمق يزيد عن 330 متر) في القاعدة.

## الأهمية
أعلنت الصين أن المنشأة ستستخدم بصفة رئيسية لدعم الإمدادات العسكرية للقوات الصينية في خليج عدن، وحفظ السلام والعمليات الإنسانية في أفريقيا. كما يعزز جهود البحرية الصينية لمنع القرصنة في أعالي البحار.
تبلغ مساعدة القاعدة 0.5 كم² ويخدم فيها 400 فرد تقريباً. تضم القاعدة مدرج هبوط بطول 400 متر ملحق به برج مراقبة جوية.

## التوترات مع القوات العسكرية الأجنبية
خلق وجود قاعدة صينية على مقربة من قاعدة أمريكية توترات جيوسياسية. أغلقت الولايات المتحدة قاعدة روسية عام 2014 وبدأت تحديث معسكر ليمونيه بتكلفة بلغت مليار دولار. كان المسؤولون الحكوميون الأمريكيون «مصدومون» من موافقة جيبوتي على إقامة قاعدة صينية بعد عامين فقط. ادعى الرئيس الجيبوتي إسماعيل عمر جيلي أن للولايات المتحدة متحيزة ضد القاعدة الصينية وشكت «باستمرار» من أن الصينيين يعيقون عملياتهم. كما قال أن اليابانيين كانوا أكثر تخوفاً من الأمريكان. صرح جيلي بأن الصينيين لن يواجهوا أي مشكلة في التعايش مع القوى الغربية إذا لم تقم تلك القوى «بالتجسس المستمر» على الصينيين.
تبعاً للمدعي العام الصيني جيان جيامين، فإن قوة الدفاع الذاتي البحرية اليابانية قد أرسلت غواصين للوصول إلى إحدى السفن الحربية الصينية أثناء رسوها في القاعدة، حيث قام بتفحصها ثم عاد أدراجه.
عام 2018، أصدرت وزارة الدفاع الأمريكية إخطار صادر إلى الطيارين يفيد بتعرض الطيارين الأمريكيين لهجمات بالليزر أثناء تحليقهم بالقرب من القاعدة الصينية. وصفت وزارة الدفاع الصينية الاتهامات بأنها "عارية من الصحة" وطالبت الولايات المتحدة "عدم التسرع في تهكناتها وتوجيه الاتهامات"."